# توکان گلوزرد
توکان گلوزرد (نام علمی: Ramphastos ambiguus) نام یک گونه از سرده توکان است.